# Deflationsspirale

Klassische Deflationsspirale

Deflationsspirale bezeichnet einen sich selbst verstärkenden konjunkturellen Abwärtstrend. Eine klassische Deflationsspirale wird aufgrund sinkender Preistendenz initiiert. Dieser Kausalzusammenhang ist allerdings stark vereinfacht und unvollständig, denn zuvor müssen bereits Ereignisse stattgefunden haben, die eine sinkende Preistendenz auslösen bzw. die die Erwartung einer sinkenden Preistendenz ausgelöst haben. Beispiele aus der Wirtschaftsgeschichte weisen auf unterschiedliche Auslöser hin.

## Theoretische Herleitung
Während eines Goldstandards war restriktive Geldpolitik notwendig, wenn Gold aufgrund von Leistungsbilanzdefiziten ins Ausland abfloss, um aufgrund eines sinkenden Geldangebots im Inland Kreditangebot, Geldmenge und Preise zu senken und aufgrund der gesunkenen Löhne und Preise die Handelsbilanz sowie Goldzufluss (aus dem Ausland) zu aktivieren. Hans Gestrich schrieb 1936: „Daß man durch Erhöhung oder Ermächtigung des Satzes, zu dem die Notenbank Wechsel diskontiert, das Preisniveau beeinflussen kann, ist eine Weisheit, die über hundert Jahre alt ist. Die traditionelle Kreditpolitik betrachtete diese Wirkung unter dem Gesichtspunkt des Währungsschutzes. Indem man durch Diskonterhöhung das Preisniveau drückt, wirkt man auf die Zahlungsbilanz im Sinne einer Aktivierung, ‚verbessert‘ den Wechselkurs und zieht – falls international das Goldwährungssystem vorherrscht – Geld aus dem Ausland heran. Die Erkenntnis dieses Zusammenhanges hat lange Zeit hindurch die Diskontpolitik zum klassischen Instrument der Notenbankpolitik gemacht. Dabei hat sich schon seit langem die Erkenntnis aufgedrängt, daß die Festsetzung des Diskonts unter dem Gesichtspunkt des ‚Schutzes der Währung‘ häufig genug mit den inneren Wirtschaftsbedürfnissen nicht im Einklang steht.“.
Wilhelm Lautenbach schrieb 1937, dass sich die gesamtwirtschaftliche Nachfrage sowie Produktivität der Unternehmen genau umgekehrt verhalten. Volkswirtschaften, die über ein generelles Leistungsbilanzdefizit verfügen (und damit Leistungsbilanzüberschüsse anderer Staaten finanzieren) sowie deren kreditgewährende Institute unterliegen einem tendenziellen Liquiditätsproblem und sind insofern von ausländischem Kapital abhängig. Um die Abhängigkeit von ausländischen Kapitalgebern zu reduzieren, kann es insofern angebracht sein, zu drastischer Sparpolitik überzugehen (gerade dann, wenn Wechselkursabwertungen nicht gewünscht oder möglich sind), woraus üblich Deflationstendenz resultiert.
Das Platzen von (zumeist kreditfinanzierten) Spekulationsblasen (Vermögensdeflation) entwickelt insbesondere dann bedrohliche Tendenz (siehe auch Bilanzrezession), wenn sowohl Geldpolitik als auch Fiskalpolitik es versäumen abmildernd (ausgleichend expansiv) einzugreifen.
Die Schuldendeflation wurde als eigentliche Ursache der Deflationsspirale zuerst 1933 von Irving Fisher beschrieben und 1983 von Ben Bernanke vertieft. Demnach führt ein Preisverfall (Deflation) zu sinkenden Nominaleinkommen. Da die nominale Höhe der Schulden und der geschuldeten Zinsen unverändert bleibt, führt die Schuldendeflation zu einer Erhöhung der realen Schuldenlast. Dies kann zu einer Deflationsspirale führen: die Erhöhung der realen Schuldenlast verursacht eine Kreditklemme und die Insolvenz einiger Schuldner. Dies führt zu einer Verringerung der gesamtwirtschaftlichen Nachfrage und somit zu einer weiteren Verringerung der Preise (Verschärfung der Deflation). Dies wiederum führt zu noch weiter fallendem Nominaleinkommen und damit zu einer noch stärkeren Erhöhung der realen Schuldenlast. Dies führt zu weiteren Insolvenzen und so weiter. Es gibt eine starke empirische Validität, dass die Schuldendeflation eine wesentliche Ursache der Weltwirtschaftskrise war.

## Auslöser/Verstärker
- Sinkende Nettokreditaufnahme öffentlicher Haushalte (komplementäre Sektoren erhalten daraus weniger Einnahmen).[10][11]
- Ausgabenzurückhaltung der privaten Haushalte (Schuldner) bzw. Erhöhung des Sparaufkommens (Erhöhung der Sparquote: Erhöhung der Transaktions- sowie der Vorsichtskasse) an liquiden Mitteln der privaten Haushalte.[12]
- Rückzug der Privaten aus weniger liquiden Veranlagungsformen (siehe auch Liquiditätsfalle), typischerweise auch aus Unternehmensanleihen (erhöhte Konsolidierungsprobleme der Unternehmen).[13]
- Investitionszurückhaltung der Unternehmen[14] (bemerktes und weiterhin erwartetes Nachlassen der gesamtwirtschaftlichen Nachfrage sowie vorsichtshalber Ausgabenzurückhaltung und Personalabbau,[15] sinkende Produktion, vorsichtshalber Bemühungen der Unternehmen um Erhöhung ihrer Liquidität – erhöhte Kreditrückleistungsbemühungen[16] – sinkende Nettokreditaufnahme des Unternehmenssektors).[17]
- Manche Unternehmen können trotzdem offene Kreditschulden nicht ausreichend bedienen (Aktiva-Entwertungen in den Bankbilanzen).[18]
- Liquiditätsprobleme der Kreditinstitute (Kreditklemme).
- Kredite werden kaum noch vergeben und wenn, wird Bonität rigide geprüft – private Investitionen auch dadurch weiter rückläufig – sinkendes Einkommen anderer Bankschuldner aufgrund der sinkenden (kreditfinanzierten) Ausgaben.[19]
- Sinkende liquide Mittel innerhalb der Gesamtwirtschaft, sinkendes Geldangebot, sinkende Geldnachfrage (bei steigendem Realzins keine Investitionsankurbelung – siehe Investitionsfalle).[20]
- Sinkende Produktion, steigende Arbeitslosigkeit, Nachlassen der gesamtwirtschaftlichen Kaufkraft, weiter sinkende Investitionen der Unternehmen.[21]
- Staatliche Sozialleistungen werden gesenkt – weiterhin sinkende Staatseinnahmen.[22]

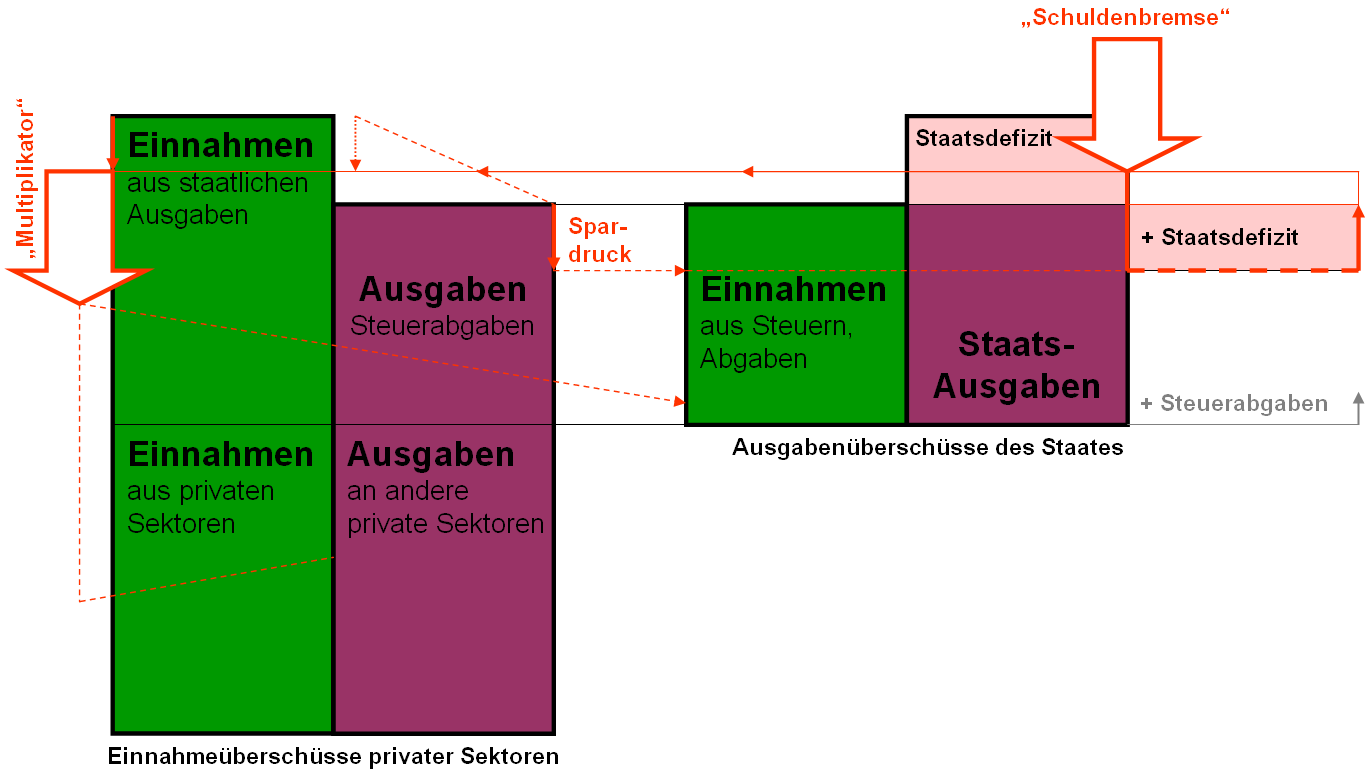
Riskierter Spardruck aus Schuldenbremse

- Erhöhung der Sparquote der privaten Haushalte führt zu weiterem Nachfrageausfall gegenüber den Wirtschaftsunternehmen.[23]
- Die Abnahme von Angeboten der Unternehmen sinkt generell – deren Lager bleiben gefüllt – nachbestellt wird nicht mehr oder wenn, nur selten (eine Vielzahl der Branchen, wo nur noch reduziert nachgefragt wird, schließt).[24]
- Staaten und Unternehmen in Staaten, die eine passive Leistungs- und Zahlungsbilanz aufweisen, verfügen grundsätzlich über verminderte Möglichkeiten zu Kreditfinanzierungen und während einer globalen Deflationsphase sinkt die Bereitschaft und/oder Möglichkeit ausländischer Gläubiger zu diesbezüglichen Kapitalbereitstellungen (bzw. wirkt typischerweise [Devisen-]Kapitalflucht ungünstig auf die Liquidität und Solvenz inländischer Kreditinstitute – insofern alleine deshalb gesamtwirtschaftlich sinkende Kreditvergabe = sinkende Investitionen – auch daraus weiter sinkende Ausgaben, Einnahmen, Ausgaben etc.). In offenen Volkswirtschaften entwickelt sich die Deflationsspirale also weiter verschärfend, wenn deflationäre Tendenz staatenübergreifend wirkt.[25]

### Ein Problem später Gegenmaßnahmen
Haben sich im Verlauf der Krise die Privaten überschuldet, greifen konjunkturelle Gegenmaßnahmen nicht unmittelbar, da die privaten Haushalte zunächst danach trachten, ihre Überschuldung aufzulockern, sodass „mehr Geld“ in der Realwirtschaft anfangs nicht ankommt.